# Calvert Island, Ontario
Calvert Island är en ö i Kanada.   Den ligger i provinsen Ontario, i den sydöstra delen av landet, 1 400 km väster om huvudstaden Ottawa.
Trakten runt Calvert Island är nära nog obefolkad, med mindre än två invånare per kvadratkilometer.